# (21502) Cruz
(21502) Cruz est un astéroïde de la ceinture principale.

## Description
(21502) Cruz est un astéroïde de la ceinture principale. Il fut découvert le 24 mai 1998 à la station Anderson Mesa par le programme LONEOS. Il présente une orbite caractérisée par un demi-grand axe de 2,60 UA, une excentricité de 0,12 et une inclinaison de 3,7° par rapport à l'écliptique.

## Compléments